# Fly (pel·lícula)
Fly és una pel·lícula de drama musical i romàntic de 2021 dirigida per Katja von Garnier. S'ha doblat i subtitulat al català.

## Sinopsi
Una jove va provocar un greu accident que la va enviar a la presó. Allà s'ofereix un programa de rehabilitació social, a què no té més remei que unir-se. El grup és dirigit per una noia que els guia pel camí correcte utilitzant la dansa.

## Repartiment
- Svenja Jung com a Bex[6]
- Ben Wichert com a Jay Winter
- Jasmin Tabatabai com a Ava
- Nicolette Krebitz com a Sara
- Katja Riemann com a Dr. Goldberg
- Aleksandar Jovanovic com a Herr Hartmann